# Rifugio Planika
Il Rifugio Planika (in sloveno: Dom Planika pod Triglavom) è un rifugio situato nel comune di Bohinj in Slovenia, a 2.401 m s.l.m., situato nel versante meridionale del monte Tricorno.

## Vette
1½ ore: Triglav (2.864 m), sul Piccolo Triglav (Mali Triglav ; 2.725 m)
1½ ore: Triglav (2.864 m), attraverso la sella del Triglav (Triglavska škrbina ; 2.659 m)